# Norihito Kobayashi
Norihito Kobayashi (jap. 小林範仁 Kobayashi Norihito; ur. 4 maja 1982 w Kita-Akita) – japoński kombinator norweski, złoty medalista mistrzostw świata oraz dwukrotny medalista mistrzostw świata juniorów.

## Kariera
W Pucharze Świata Norihito Kobayashi zadebiutował 12 lutego 2000 roku w Sapporo, gdzie zajął 21. miejsce w konkursie rozgrywanym metodą Gundersena. Tym samym już w swoim debiucie wywalczył pierwsze pucharowe punkty. W sezonie 1999/2000 pojawił się jeszcze pięciokrotnie, ale wyniku z Sapporo nie poprawił i w klasyfikacji generalnej zajął ostatecznie 56. miejsce. Kobayashi nigdy nie stanął na podium zawodów Pucharu Świata, najlepszy wynik osiągając 21 stycznia 2006 roku w Harrachovie i 26 stycznia 2008 roku w Seefeld, gdzie zajmował czwarte miejsce w sprincie. W klasyfikacji generalnej najlepiej wypadł w sezonie 2007/2008, który ukończył na trzynastej pozycji. Startował także w zawodach Pucharu Świata B (obecnie Puchar Kontynentalny), gdzie osiągał lepsze wyniki. Raz stanął na podium - 28 lutego 2002 roku w Calgary był trzeci w Gundersenie. W klasyfikacji generalnej sezonu 2001/2002 zajął dziewiątą lokatę.
Pierwszy sukces w karierze osiągnął w 2001 roku, kiedy na Mistrzostwach Świata Juniorów w Karpaczu zdobył brązowy medal w sprincie, a w konkursie metodą Gundersena był najlepszy. Rok później, podczas Mistrzostw Świata Juniorów w Schonach indywidualnie zajął 14. miejsce w Gundersenie, a w drużynie był szósty. W kategorii seniorów największy sukces osiągnął podczas Mistrzostw Świata w Libercu w 2009 roku, gdzie wspólnie Taihei Katō, Akito Watabe i Yūsuke Minato wywalczył złoty medal w sztafecie. Po skokach Japończycy znajdowali się na piątym miejscu, tracąc do prowadzących Francuzów 24 sekundy. Na trasie biegu należeli do najszybszych co pozwoliło im awansować na czoło stawki. Walkę o złoto toczyli z Niemcami aż do mety, ostatecznie zwyciężając po fotofiniszu. Na tych samych mistrzostwach osiągnął także swój najlepszy wynik indywidualny, zajmując piąte miejsce w Gundersenie na normalnej skoczni. W 2002 roku wziął udział w Igrzyskach Olimpijskich w Salt Lake City, gdzie w sprincie był siedemnasty. Cztery lata później, na Igrzyskach w Turynie był szósty w drużynie, a indywidualnie zajmował miejsca w drugiej dziesiątce. Najlepiej wypadł na Igrzyskach w Vancouver w 2010 roku, gdzie był szósty w drużynie, a indywidualnie zajął siódme miejsce w Gundersenie na normalnej skoczni.
W 2011 roku postanowił zakończyć karierę sportową.

## Osiągnięcia

### Igrzyska olimpijskie
| Miejsce | Dzień     | Rok  | Miejscowość    | Konkurencja           | Wynik zwycięzcy | Strata  | Zwycięzca           |
| ------- | --------- | ---- | -------------- | --------------------- | --------------- | ------- | ------------------- |
| 17.     | 21 lutego | 2002 | Salt Lake City | Sprint K-120/7,5 km   | 16:40,1         | +1:24,5 | Samppa Lajunen      |
| 16.     | 11 lutego | 2006 | Pragelato      | Gundersen HS106/15 km | 39:44,6         | +2:38,5 | Georg Hettich       |
| 6.      | 15 lutego | 2006 | Pragelato      | Sztafeta HS134/4x5 km | 49:52,6         | +1:43,4 | Austria             |
| 18.     | 21 lutego | 2006 | Pragelato      | Sprint HS134/7,5 km   | 18:29,0         | +1:07,0 | Felix Gottwald      |
| 7.      | 14 lutego | 2010 | Vancouver      | Gundersen HS106/10 km | 25:47,1         | +21,9   | Jason Lamy Chappuis |
| 6.      | 23 lutego | 2010 | Vancouver      | Sztafeta HS140/4x5 km | 49:31,6         | +1:14,2 | Austria             |
| 27.     | 25 lutego | 2010 | Vancouver      | Gundersen HS140/10 km | 25:32,9         | +2:53,2 | Bill Demong         |

### Mistrzostwa świata
| Miejsce | Dzień     | Rok  | Miejscowość   | Konkurencja              | Wynik zwycięzcy | Strata    | Zwycięzca       |
| ------- | --------- | ---- | ------------- | ------------------------ | --------------- | --------- | --------------- |
| 33.     | 24 lutego | 2001 | Lahti         | Sprint K-116/7,5 km      | 19:40,3         | +3.47,6   | Marko Baacke    |
| 26.     | 21 lutego | 2003 | Val di Fiemme | Gundersen K95/15 km      | 37:54,2         | +5:22,0   | Ronny Ackermann |
| 6.      | 24 lutego | 2003 | Val di Fiemme | Sztafeta K95/4x5 km      | 47:23,9         | +4:09,7   | Austria         |
| 43.     | 28 lutego | 2003 | Val di Fiemme | Sprint K120/7,5 km       | 18:47,8         | +3:13,7   | Johnny Spillane |
| 25.     | 23 lutego | 2007 | Sapporo       | Sprint HS134/7,5 km      | 17:40,2         | +2:52,5   | Hannu Manninen  |
| 8.      | 25 lutego | 2007 | Sapporo       | Sztafeta HS134/4x5 km    | 49:14,9         | +5:17,7   | Austria         |
| 26.     | 3 marca   | 2007 | Sapporo       | Gundersen HS100/15 km    | 38:35,6         | +4:38,1   | Ronny Ackermann |
| 17.     | 20 lutego | 2009 | Liberec       | Start masowy HS100/10 km | 276,0 pkt       | -39,8 pkt | Todd Lodwick    |
| 5.      | 22 lutego | 2009 | Liberec       | Gundersen HS100/10 km    | 24:22,3         | +1:02,9   | Todd Lodwick    |
| 1.      | 26 lutego | 2009 | Liberec       | Sztafeta HS140/4x5 km    | 48:32,3         | -         | -               |
| 16.     | 28 lutego | 2009 | Liberec       | Gundersen HS134/10 km    | 23:36,6         | +1:43,0   | Bill Demong     |
| 35.     | 26 lutego | 2011 | Oslo          | Gundersen HS106/10 km    | 25:19,2         | +3:04,9   | Eric Frenzel    |
| 6.      | 28 lutego | 2011 | Oslo          | Sztafeta HS106/4x5 km    | 48:07,8         | +2:03,0   | Austria         |
| 5.      | 4 marca   | 2011 | Oslo          | Sztafeta HS134/4x5 km    | 48:07,8         | +1:31,4   | Austria         |

### Mistrzostwa świata juniorów
| Miejsce | Dzień       | Rok  | Miejscowość | Konkurencja          | Wynik zwycięzcy | Strata  | Zwycięzca        |
| ------- | ----------- | ---- | ----------- | -------------------- | --------------- | ------- | ---------------- |
| 3.      | 31 stycznia | 2001 | Karpacz     | Sprint K-90/5 km     | ?               | ?       | David Kreiner    |
| 1.      | 2 lutego    | 2001 | Karpacz     | Gundersen K-90/10 km | ?               | -       | -                |
| 14.     | 23 stycznia | 2002 | Schonach    | Gundersen K90/10 km  | 30:54,2         | +3:55,1 | Björn Kircheisen |
| 6.      | 25 stycznia | 2002 | Schonach    | Sztafeta K90/4x5 km  | 844,0 pkt       | ?       | Niemcy           |

### Puchar Świata

#### Miejsca w klasyfikacji generalnej
- sezon 1999/2000: 56.
- sezon 2000/2001: 46.
- sezon 2001/2002: -
- sezon 2005/2006: 20.
- sezon 2006/2007: 32.
- sezon 2007/2008: 13.
- sezon 2008/2009: 18.
- sezon 2009/2010: 22.
- sezon 2010/2011: 38.

#### Miejsca na podium
Kobayashi nigdy nie stał na podium indywidualnych zawodów Pucharu Świata.

### Puchar Kontynentalny

#### Miejsca w klasyfikacji generalnej
- sezon 2001/2002: 9.
- sezon 2002/2003: 16.
- sezon 2003/2004: 41.

#### Miejsca na podium
| Nr | Data           | Miejscowość | Konkurencja         | Wynik zwycięzcy | Pozycja | Strata  | Zwycięzca      |
| -- | -------------- | ----------- | ------------------- | --------------- | ------- | ------- | -------------- |
| 1. | 28 lutego 2002 | Calgary     | Gundersen K90/15 km | ?               | 3.      | +50.1 s | Jason Myslicki |

### Letnie Grand Prix

#### Miejsca w klasyfikacji generalnej
- 2008: -
- 2009: 36.

#### Miejsca na podium
Kobayashi nigdy nie stał na podium indywidualnych zawodów LGP.